# 前向算法
前向算法（Forward algorithm），在隐马尔可夫模型（HMM）中，是用于计算“置信状态”的。置信状态指根据既往证据推算出的当前状态的概率分布。这个过程也被叫做“滤波”。前向算法和维特比算法紧密相关但又互不相同。

## 发展历史
前向算法是用来解决解码问题的算法之一。自从语音识别技术和模式识别技术发展以来，它也越来越普遍地被用在像计算生物学这样的使用HMM的领域内。

## 算法
整个算法的目标是计算联合概率分布 {\displaystyle p(x_{t},y_{1:t})}。为了方便，我们把 {\displaystyle x(t)} 简写做 {\displaystyle x_{t}}，将 {\displaystyle (y(1),y(2),...,y(t))} 简写做 {\displaystyle y_{1:t}}。直接计算{\displaystyle p(x_{t},y_{1:t})}则需要计算所有状态序列 {\displaystyle \{x_{1:t-1}\}} 的边缘分布，而它的数量和 {\displaystyle t} 成指数相关。使用这一算法，我们可以利用HMM的条件独立性质，递归地进行计算。
我们令
{\displaystyle \alpha _{t}(x_{t})=p(x_{t},y_{1:t})=\sum _{x_{t-1}}p(x_{t},x_{t-1},y_{1:t})}.
利用链式法则来展开{\displaystyle p(x_{t},x_{t-1},y_{1:t})}，我们可以得到
{\displaystyle \alpha _{t}(x_{t})=\sum _{x_{t-1}}p(y_{t}|x_{t},x_{t-1},y_{1:t-1})p(x_{t}|x_{t-1},y_{1:t-1})p(x_{t-1},y_{1:t-1})}.
由于 {\displaystyle y_{t}} 和除了 {\displaystyle x_{t}} 之外的一切都条件独立，而 {\displaystyle x_{t}} 又和 {\displaystyle x_{t-1}} 之外的一切都条件独立，因此
{\displaystyle \alpha _{t}(x_{t})=p(y_{t}|x_{t})\sum _{x_{t-1}}p(x_{t}|x_{t-1})\alpha _{t-1}(x_{t-1})}.
这样，由于 {\displaystyle p(y_{t}|x_{t})} 和 {\displaystyle p(x_{t}|x_{t-1})} 由HMM的输出概率和状态转移概率我们可以很快计算用 {\displaystyle \alpha _{t-1}(x_{t-1})} 计算出{\displaystyle \alpha _{t}(x_{t})}，并且可以避免递归计算。
前向算法可以很容易地被修改来适应其他的HMM变种，比如马尔可夫跳跃线性系统。

## 平滑处理
为了能够使用“未来的历史”（比如我们在试图预测过去的某个时点的状态），我们可以运行后向算法，它是前向算法的一个补充。这一操作被称为平滑。 前向-后向算法对 {\displaystyle 1<k<t} 计算 {\displaystyle P(x_{k}|y_{1:t})}，因此使用了过去和未来的全部信息。

## 解码算法
为了解码最可能的序列，需要使用维特比算法。它会从过去的观测中试图推测最可能的状态序列，也即使 {\displaystyle P(x_{0:t}|y_{0:t})} 最大化的状态序列。